# Distrito de Helmstedt
El Distrito de Helmstedt (en alemán: Landkreis Helmstedt) es un Landkreis (distrito) al este del estado federal de Baja Sajonia (Alemania) ubicado casi en la frontera con el estado de Sajonia-Anhalt. El distrito limita al oeste con el distrito de Wolfenbüttel y la ciudad de Braunschweig, al norte con el distrito de Gifhorn y la ciudad de Wolfsburgo, al este con los distritos de Ohre y el Börde, al sur con el distrito de Halberstadt.

## Geografía
En el territorio del distrito puede encontrarse la cordillera de Elm y Lappwald.

## Composición del distrito
Composición Municipal
1. Büddenstedt (3.111)
2. Helmstedt, ciudad grande independiente (25.389)
3. Königslutter am Elm, Ciudad (16.370)
4. Lehre (11.714)
5. Schöningen, Ciudad (13.086)

Samtgemeinden
| - 1. Samtgemeinde Grasleben (5.013) 1. Grasleben * (2.611) 2. Mariental (1.089) 3. Querenhorst (590) 4. Rennau (723) - 2. Samtgemeinde Heeseberg (4.351) 1. Beierstedt (476) 2. Gevensleben (751) 3. Ingeleben (441) 4. Jerxheim * (1.258) 5. Söllingen (673) 6. Twieflingen (752) | - 3. Samtgemeinde Nord-Elm (6.214) 1. Frellstedt (895) 2. Räbke (706) 3. Süpplingen * (1.866) 4. Süpplingenburg (689) 5. Warberg (931) 6. Wolsdorf (1.127) - 4. Samtgemeinde Velpke (12.648) 1. Bahrdorf (2.086) 2. Danndorf (2.163) 3. Grafhorst (1.072) 4. Groß Twülpstedt (2.747) 5. Velpke * (4.580) |

Zonas libres de municipalidad
(superficie en km², todas ellas inhabitadas)
1. Brunsleberfeld (4,09)
2. Helmstedt (18,56)
3. Königslutter (8,90)
4. Mariental (15,81)
5. Schöningen (11,92)

## Regiones hermanadas
- Distrito de Wejherowo (Polonia) desde 2003.